# Sophus Neumann fortæller Eventyret "Sommerfuglen"
|  | Denne artikel er oprettet af botten Steenthbot ud fra en ekstern database. Den kan derfor have sproglige fejl eller mangler. Denne skabelon kan fjernes efter kontrol af indholdet. |

Sophus Neumann fortæller Eventyret "Sommerfuglen" er en dansk dokumentarisk optagelse fra 1906 instrueret af Peter Elfelt.

## Medvirkende
- Sophus Neumann